# Apis dorsata
L'ape gigante dell'India (Apis dorsata Fabricius, 1793) è un'ape diffusa in Asia meridionale e nel Sud-est asiatico.

## Caratteristiche
L'ape gigante dell'India è molto aggressiva e costituisce un solo favo all'aperto.
L'allevamento è vivamente sconsigliato visto che quest'ape non è propriamente domestica.

## Tassonomia e filogenesi
L'Apis dorsata appartiene alla famiglia Apidae, che è nella classe Insecta. Questa ape è strettamente correlata ad Apis mellifera (l'ape mellifera occidentale), Apis cerana e Apis florea. L'Apis dorsata appartiene al sottogenere Megapis. Ci sono alcune ipotesi su quando l'Apis dorsata si è differenziata sia da Apis florea che da Apis cerana, poiché non è chiaro quale divergenza si sia verificata per prima. L'ipotesi di consenso fornisce un albero genealogico che afferma che l'Apis dorsata si è differenziata sia da Apis cerana che da Apis florea nello stesso momento.

### Sottospecie
Michael S. Engel ha identificato le seguenti sottospecie:
- A. d. dorsata; (ape gigante dell'India), principalmente dall'India
- A. d. binghami Cockerell; (ape gigante indonesiana), dalla Malesia e dall'Indonesia
- A. d. breviligula Maa; (ape gigante delle Filippine), dalle Filippine
- A. d. laboriosa Fabricius; (ape gigante dell'Himalaya), da India, Nepal, Bhutan, Myanmar, Laos, Vietnam e Cina meridionale.

## Descrizione

### Nidi

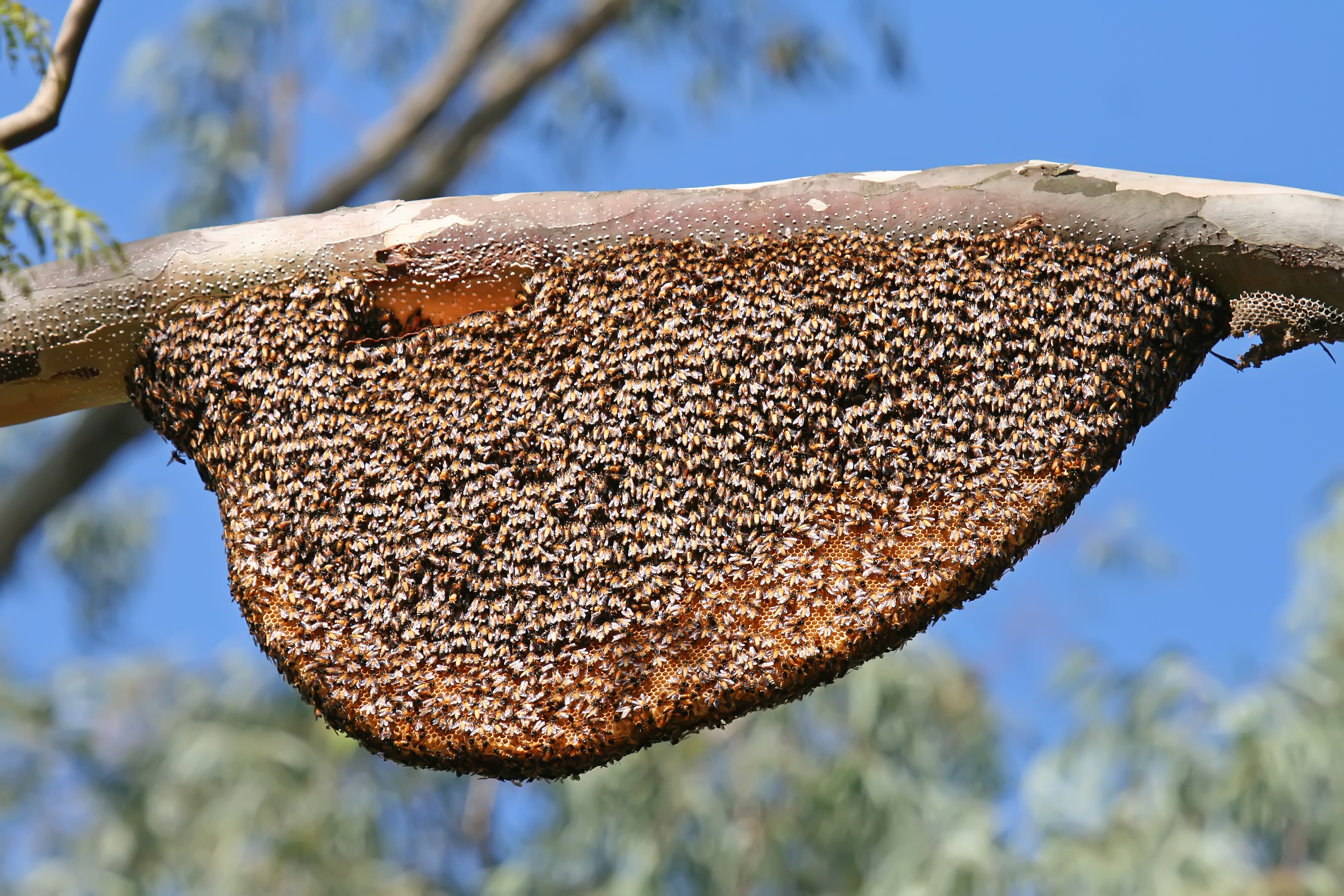
Un nido di A. dorsata, costituito da un singolo favo pendente esposto: la parte inferiore del favo presenta un certo numero di celle esagonali vuote.

L'Apis dorsata differisce dalle altre api del suo genere in termini di progettazione del nido. Ogni colonia è composta da un singolo favo verticale fatto di cera delle operaie sospesa dall'alto, e il favo è solitamente coperto da una densa massa di api in diversi strati. I nidi variano in dimensioni, raggiungendo fino a 1 metro. Ogni cella all'interno del favo è di forma esagonale. L'Apis dorsata immagazzina il miele in un angolo superiore del nido. Le stesse dimensioni e tipo di celle vengono utilizzate per allevare le larve. I nidi sono costruiti all'aperto e in luoghi elevati, come su edifici urbani o alberi alti. Queste api raramente costruiscono nidi su edifici vecchi o deboli per motivi di sicurezza. L'Apis dorsata può formare dense aggregazioni in un sito di nidificazione, a volte con fino a 200 colonie in un albero.
Ogni colonia può avere fino a 100.000 api ed è separata dalle altre colonie solo da pochi centimetri in un'aggregazione. Alcune colonie mostrano anche modelli di riconoscimento del nido, in cui ritornano negli stessi siti di nidificazione dopo la migrazione.

## Distribuzione e habitat

Mappa della distribuzione mondiale di Apis dorsata

L'Apis dorsata si trova dal subcontinente indiano al sud-est asiatico. Le popolazioni più grandi di Apis dorsata si trovano in Cina, Malesia, Indonesia, India, Pakistan e Sri Lanka. Risiedono principalmente su alberi alti in foreste dense, ma costruiscono nidi anche su edifici urbani. Queste api sono tropicali e nella maggior parte dei luoghi migrano stagionalmente. Le singole colonie migrano tra i siti di nidificazione durante la transizione dalla stagione delle piogge a quella secca e occupano ogni sito di nidificazione per circa 3-4 mesi alla volta. Alcune prove indicano che queste api ritornano nello stesso sito di nidificazione, sebbene la maggior parte, se non tutte, delle operaie originali potrebbero essere sostituite nel processo perché le operaie di solito vivono per meno di due mesi. Inoltre, queste api costruiscono piccoli favi che servono come nidi temporanei durante le loro lunghe migrazioni.
Nelle foreste pluviali del Borneo, Apis koschevnikovi e Apis dorsata sono le uniche api che compaiono frequentemente sugli alberi in fiore. Anche se condividono la maggior parte dello stesso habitat della foresta pluviale, sono comunque in grado di coesistere. La loro differenza di dimensioni e lunghezza della lingua aiuta a separare il loro utilizzo delle risorse.

## Ciclo della colonia

### Inizio della colonia

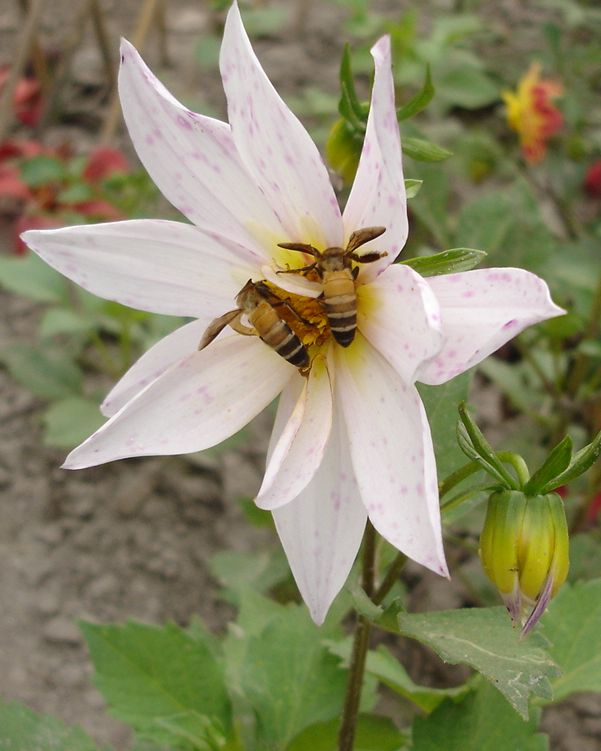
Apis dorsata su un fiore di dahlia

Esistono due metodi di sciamatura riproduttiva in cui Apis dorsata avvia nuove colonie, che di solito si verificano in ottobre o novembre. Il più comune si verifica quando una regina vola via lentamente dal nido originale e uno sciame di operaie la segue. Questo nuovo gruppo di api può essere temporaneo o può spostarsi permanentemente in un nuovo sito di nidificazione. La distanza percorsa da queste api è sconosciuta, ma alcune sono state osservate viaggiare a circa 500 metri di distanza dal nido originale. Il secondo metodo, più raro, è denominato "gemmazione". In esso un gruppo di operaie lascia il nido natale per formare una nuova colonia in un sito di nidificazione a circa 1 metro di distanza dall'originale.
Un metodo non riproduttivo di inizio della colonia è la fuga, che si riferisce a quando un'intera colonia si sposta in una nuova posizione. Quando si forma una colonia, si formano più cortine, essenzialmente strati, di api attorno al nido in via di sviluppo. L'inizio della colonia è correlato ai modelli migratori di queste api.

### Migrazione e declino delle colonie
Quando una colonia inizia, la migrazione dipende dalle risorse di foraggiamento e dai rischi di predazione. Queste api viaggiano verso siti diversi a seconda della stagione di fioritura dei fiori. Ci sono circa 100.000 membri in ogni colonia e ogni colonia risiede in un sito di nidificazione per circa 3-4 mesi alla volta. Le colonie tendono a declinare quando le risorse, come cibo, miele e polline, sono esaurite. Le colonie declinano durante le stagioni delle piogge e dell'estate a causa dell'instabilità delle fonti di foraggiamento dovuta al cambiamento climatico.

## Comportamento

### Accoppiamento
Alcuni fuchi e la regina volano via dal nido e si accoppiano in volo. Ciò è chiamato volo nuziale. I voli dei fuchi sono relativamente più brevi di quelli di altre specie di api asiatiche. I voli di Apis dorsata si verificano intorno al tramonto per 13 minuti in media. L'Apis dorsata mostra alti gradi di poliandria, con molti fuchi che si accoppiano con la regina. Infatti, l'Apis dorsata fabricius è nota per avere i più alti livelli di poliandria tra tutti gli insetti sociali. In generale, questa popolazione di api sperimenta accoppiamenti multipli estremi. Ciò può essere attribuito alla breve durata dei tempi di volo per l'accoppiamento. Durante l'accoppiamento, i fuchi volano verso aree di congregazione (DCA). Ci sono prove sufficienti per concludere che ogni aggregazione ha la sua DCA poiché c'è una maggiore correlazione genetica all'interno delle aggregazioni e a causa della breve durata e distanza percorsa durante il volo di accoppiamento.

### Comunicazione
L'Apis dorsata utilizza quello che è noto come linguaggio di danza, noto anche come danza dell'oscillazione, per comunicare la posizione delle fonti di cibo alle altre api nella colonia. Il linguaggio di danza indica la distanza, la redditività e la direzione della fonte di cibo. Queste api sociali danzano all'aperto e le loro danze producono segnali sonori di alta intensità nell'aria. L'orientamento del corpo dell'ape che danza punta nella direzione della fonte di cibo e la frequenza del suono indica la redditività della fonte di cibo. L'Apis dorsata produce danze silenziose, che di solito coinvolgono segnali visivi durante il giorno. Producono inoltre suoni con le loro danze durante la notte, poiché sono le uniche api del suo genere che mostrano attività di foraggiamento notturno. Inoltre, ci sono alcune prove che Apis dorsata danzi anche per scopi migratori. Le api che sono tornate dal nuovo sito di nidificazione eseguono danze che avvisano la colonia di informazioni come la direzione del nuovo sito di nidificazione.

### Foraggiamento
I foraggiatori di A. dorsata possono viaggiare più lontano di A. cerana e A. florea, che percorrono al massimo 500 metri; tuttavia, il 72% dei foraggiatori di A. dorsata osservati non ha percorso più di 400 metri.

## Selezione della parentela

### Controllo delle operaie
A differenza dei modelli di allevamento di altre specie del genere Apis, la covata di operaie e fuchi di Apis dorsata è dispersa nella stessa area e condivide persino le celle, e non è differenziata in posizioni separate del nido. Sembrerebbe che il controllo delle operaie commetta spesso errori nel rimuovere correttamente la covata di fuchi poiché la covata di fuchi è intervallata dalla covata di operaie, ma ogni maschio allevato proviene da un uovo deposto dalla regina (non da un uovo deposto da operaie). Ciò ci mostra che il controllo delle operaie funziona effettivamente all'interno delle popolazioni di queste api. In questi casi, il controllo delle operaie avviene tramite l'atto di "mangiare le uova" o ovofagia, ma nel caso di queste api, il controllo delle operaie è rivolta alle operaie con ovaie poiché l'ovofagia è difficile da ottenere, poiché le uova deposte dalle operaie e dalle regine sono quasi identiche per forma e dimensioni.

### Relazione genetica all'interno e tra le aggregazioni
Poiché l'Apis dorsata è nota per la sua attività altamente poliandrica, queste api presentano un gran numero di colonie in stretta vicinanza tra loro. Sebbene le colonie all'interno di un'aggregazione siano vicine tra loro, queste colonie non sono strettamente correlate. Le regine delle colonie in un'aggregazione non sono strettamente correlate, ma l'aggregazione stessa è legata geneticamente. Possono esistere legami genetici più elevati del previsto tra le colonie perché migrano insieme durante le loro rotte migratorie a lunga distanza verso gli stessi siti di nidificazione nella nuova posizione. Ciò può anche essere attribuito a metodi di sciamatura riproduttiva a breve distanza e brevi periodi di accoppiamento. Poiché è stato osservato che raramente esistono relazioni regina-figlia all'interno delle aggregazioni, l'ipotesi "gemmazione" dell'inizio della colonia si verifica raramente. A causa dei loro modelli migratori a lunga distanza, le api causano un flusso genico sufficiente tra le colonie di diverse aggregazioni. C'è una netta differenziazione genetica tra le aggregazioni. A sua volta, la parentela genetica tra le colonie all'interno di una singola aggregazione diminuisce.

### Riconoscimento e fedeltà del nido
L'Apis dorsata è migliore di molti dei suoi parenti nell'evitare la deriva, un evento in cui le api tornano alle colonie sbagliate dopo aver cercato cibo. L'Apis dorsata tende a formare dense aggregazioni, contribuendo all'elevata fedeltà al nido e al riconoscimento tra queste api. Queste api solitamente tornano ai loro nidi natali perché questo comportamento si traduce in una maggiore idoneità. Se la deriva fosse comune, le api ladre e i parassiti potrebbero diffondersi rapidamente attraverso le colonie. L'elevata fedeltà ai nidi natali porta anche al comportamento aggressivo delle Apis dorsata. Attaccano aggressivamente le operaie di colonie che non sono le loro. Se operaie e regine non tornano nella stessa colonia, hanno un'alta probabilità di essere uccise perché l'altra colonia le vede come potenziali ladre o portatrici di malattie. Alcune colonie tornano persino esattamente negli stessi siti di nidificazione dopo le loro migrazioni stagionali.

## Interazioni con altre specie

### Parassiti

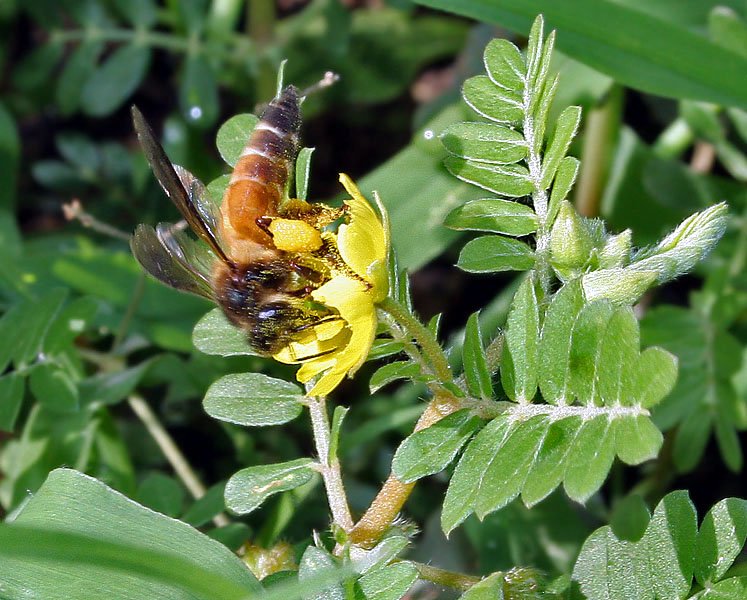
Apis dorsata su Tribulus terrestris a Hyderabad, India

Similmente ad altre api, l'Apis dorsata è regolarmente afflitta da acari parassiti. L'acaro parassita associato all'Apis dorsata è Tropilaelaps clareae che ha bisogno di covata per riprodursi e si trova prevalentemente nella covata maschile della colonia. Si pensa che l'Apis dorsata sia l'ospite originale di questo parassita. Poiché l'Apis dorsata si impegna in una migrazione senza covata, come è vero per tutte le altre specie di Apis, ciò riduce l'infestazione da parte di questo acaro parassita. Sebbene raramente osservato, alcune prove sperimentali hanno dimostrato che l'Apis dorsata esibisce un comportamento di toelettatura specializzato come meccanismo di difesa per rimuovere i parassiti. Il comportamento di toelettatura comporta un intenso scuotimento del corpo e l'auto-toelettatura con le zampe.

### Difesa contro i predatori
Poiché i nidi di Apis dorsata sono abbastanza esposti e accessibili ai predatori, queste api giganti mostrano strategie di difesa forti e aggressive. I loro predatori includono vespe, calabroni, uccelli e cacciatori di api umani. Le loro strategie di difesa includono in genere il contatto fisico, soprattutto quando affrontano attacchi da parte delle vespe. Queste api giganti utilizzano un metodo chiamato "heat balling", in cui riscaldano il loro torace a una temperatura di 45 °C, che è letale per le vespe.
Un altro metodo che Apis dorsata utilizza contro le vespe è definito comportamento "luccicante" o "agitazione di difesa". Le api nello strato esterno spingono i loro addomi di 90° verso l'alto e li scuotono in modo sincrono. Il segnale viene trasmesso alle operaie vicine che adottano anche loro la postura, creando così un effetto "increspatura" visibile e udibile sulla superficie del favo, in un modo quasi identico a un'onda del pubblico in uno stadio affollato. Questi modelli simili a onde respingono le vespe che si avvicinano troppo ai nidi di queste api e servono a confondere la vespa. A sua volta, la vespa non può fissarsi sulla cattura di un'ape o sul prendere cibo dal nido delle api, quindi cercherà di trovare prede più facili e abbandonerà il nido desistendo. L'agitazione sembra essere un comportamento evolutivo di successo per la vita di gruppo tra api sociali.
Gli studi hanno anche fornito prove del fatto che queste colonie di api si aggregano per difendersi. Se una parte del nido è direttamente minacciata da un uccello, un segnale viene trasmesso al resto della colonia in modo che tutti aiutino nella difesa, anche se non sono direttamente minacciati. Non si sa ancora il processo di emissione di questo segnale.

### Importanza umana
Poiché grandi quantità di miele (fino a 45 kg) possono essere conservate nei nidi di Apis dorsata, molte persone raccolgono frequentemente i loro nidi. Il miele rappresenta un mezzo di sostentamento per alcune di queste persone in quanto può fornire loro un'importante fonte di reddito. Tuttavia, la deforestazione, l'urbanizzazione, i pesticidi e la caccia al miele hanno minacciato le popolazioni locali di api e il loro miele. Queste api sono note per essere aggressive e hanno il potenziale per pungere ferocemente gli esseri umani. È stato segnalato almeno un attacco difensivo mortale su un essere umano.

#### Apicoltura su travi

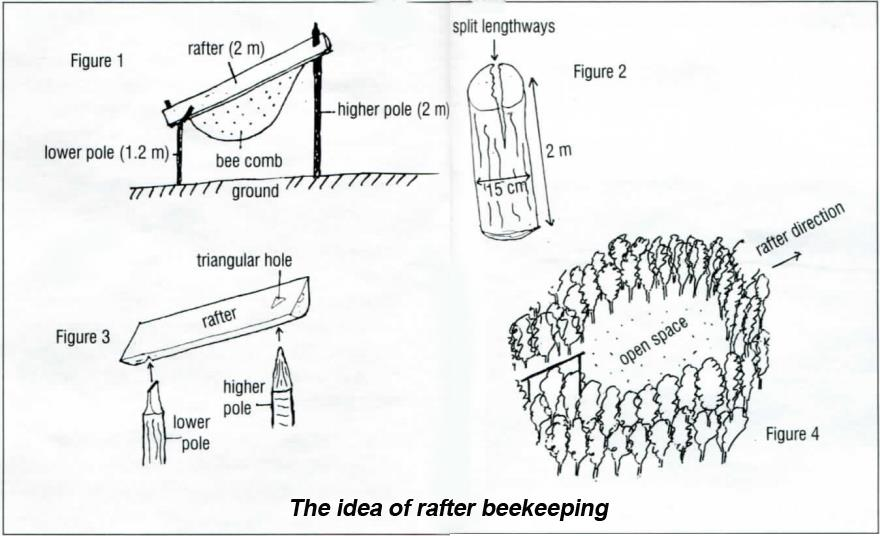
Tecnica di apicoltura su trave utilizzata con A. dorsata

In alcune foreste di Melaleuca del Vietnam meridionale, le persone utilizzano un metodo tradizionale per raccogliere miele e cera dalle colonie di A. dorsata. Questo metodo di “apicoltura su travi” è stato segnalato per la prima volta nel 1902. Un metodo simile è praticato nella provincia di Songkhla in Thailandia.
Secondo i sociologi vietnamiti, all'inizio del XIX secolo, la caccia al miele o il rafting erano le occupazioni più importanti delle persone che vivevano nella palude della foresta di Melaleuca. A quel tempo, le persone pagavano le tasse al governo in cambio della vita nella foresta. La cera d'api veniva utilizzata per pagare le tasse e per fare candele, e veniva venduta alle navi in visita da Hainan, in Cina.
Tra il 1945 e il 1975, le foreste furono devastate prima dalle guerre, e poi dal disboscamento per scopi agricoli e di legname. Di conseguenza, l'apicoltura su travi diminuì drasticamente nella zona. La tecnica è ancora utilizzata oggi nella fattoria statale di Song Trem nel distretto di U Minh. Secondo un sondaggio, nella zona ci sono circa 96 apicoltori. Nel 1991, hanno raccolto 16.608 litri di miele e 747 kg di cera.